# Provinz Massa-Carrara
Die Provinz Massa-Carrara (italienisch Provincia di Massa-Carrara) ist die nördlichste Provinz der italienischen Region Toskana mit der Hauptstadt Massa. Sie hat 186.982 Einwohner (Stand 31. Dezember 2023), die in 17 Gemeinden auf einer Fläche von 1.156 km² leben. Sie grenzt im Westen an das Tyrrhenische Meer und an Ligurien (Provinz La Spezia), im Norden an Emilia-Romagna (Provinz Parma und Provinz Reggio Emilia) und im Osten an die Provinz Lucca. Von 1938 bis 1946 hieß die Provinz Apuania.

## Gemeinden
(Einwohnerzahlen Stand 31. Dezember 2023)
| Gemeinde                 | Einwohner |
| ------------------------ | --------- |
| Massa                    | 65.992    |
| Carrara                  | 59.757    |
| Aulla                    | 10.671    |
| Montignoso               | 10.038    |
| Fivizzano                | 7034      |
| Pontremoli               | 6862      |
| Licciana Nardi           | 4729      |
| Fosdinovo                | 4601      |
| Villafranca in Lunigiana | 4651      |
| Mulazzo                  | 2293      |
| Filattiera               | 2164      |
| Podenzana                | 2104      |
| Tresana                  | 1912      |
| Bagnone                  | 1658      |
| Zeri                     | 919       |
| Casola in Lunigiana      | 931       |
| Comano                   | 666       |

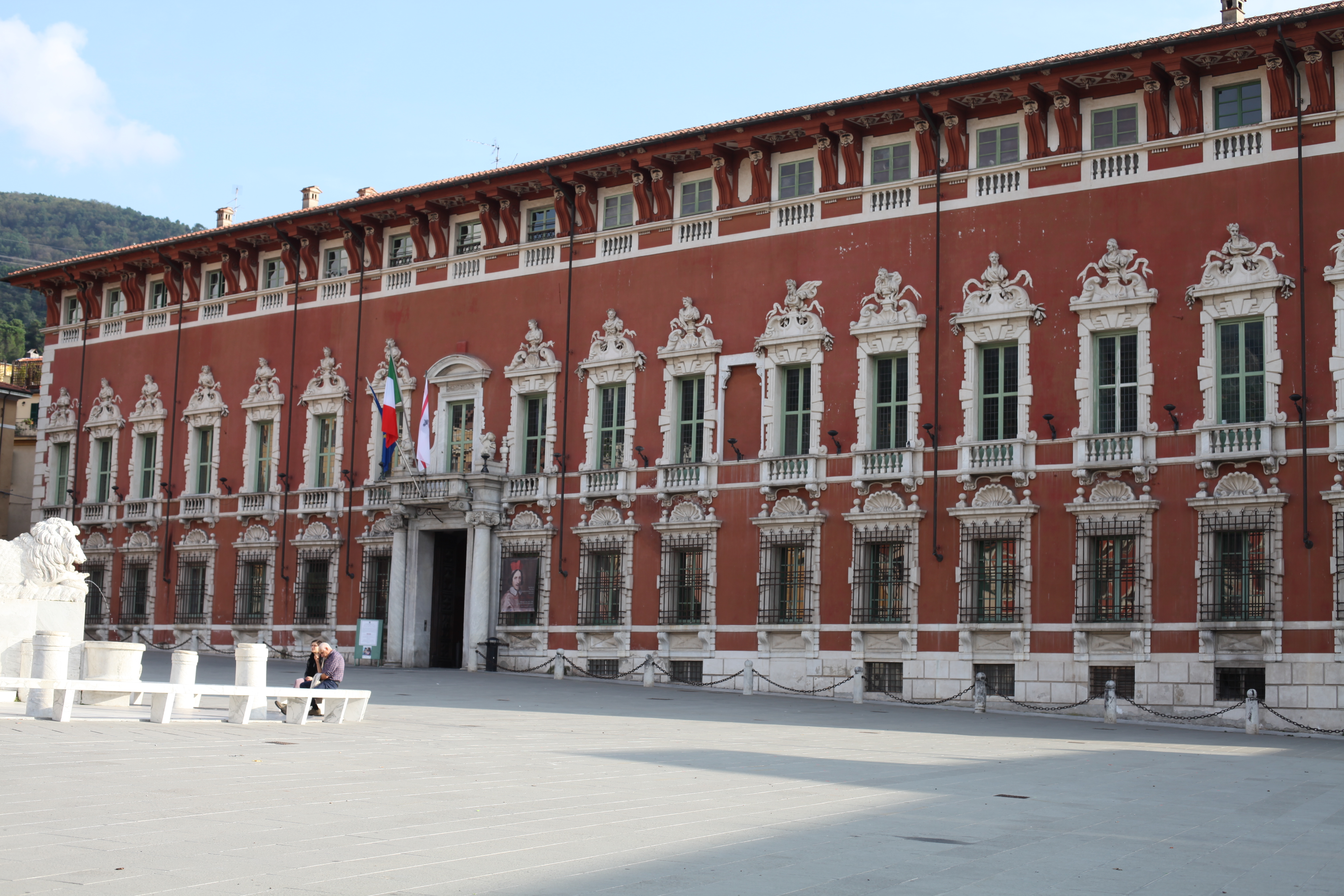
Massa, Palazzo Ducale, Regierungssitz der Provinz

Die Liste der Gemeinden in der Toskana beinhaltet alle Gemeinden der Provinz mit Einwohnerzahlen.